# Yamaceratops
Yamaceratops ("rohatá tvář (tibetského božstva) Yamy") byl rod drobného rohatého dinosaura, žijícího v období spodní křídy (asi před 130 až 125 miliony let) na území dnešního Mongolska (poušť Gobi). Dosahoval délky pouze 50 cm a hmotnosti kolem 2 kg. Podle paleontologa Thomase R. Holtze, Jr. byl však poněkud větší a dosahoval délky asi 1,5 metru.

## Objev
Typový exemplář byl popsán v září roku 2006 paleontology P. J. Makovickym a M. Norellem. Zdá se, že Yamaceratops stojí někde mezi rody Liaoceratops a Archaeoceratops v rámci kladu Neoceratopia. Krční límec byl u tohoto rodu nevýrazný a nebyl zřejmě používán jako prostředek signalizace. Rodové jméno tohoto dinosaura je odvozeno z názvu buddhistického božstva Yama. Holotyp IGM 100/1315 sestává z neúplné lebky, v roce 2002 a 2003 byl objeven další materiál, přiřazený k tomuto druhu. Fosilizované embryo ptakopánvého dinosaura, objevené ve stejné oblasti, může také patřit tomuto dinosaurovi.
V roce 2022 byla publikována odborná práce o výzkumu první objevené kostry mláděte tohoto vývojově primitivního rohatého dinosaura.